# CCC-Liv/2020
Deze pagina geeft een overzicht van de vrouwenwielerploeg CCC-Liv in 2020.

## Algemeen

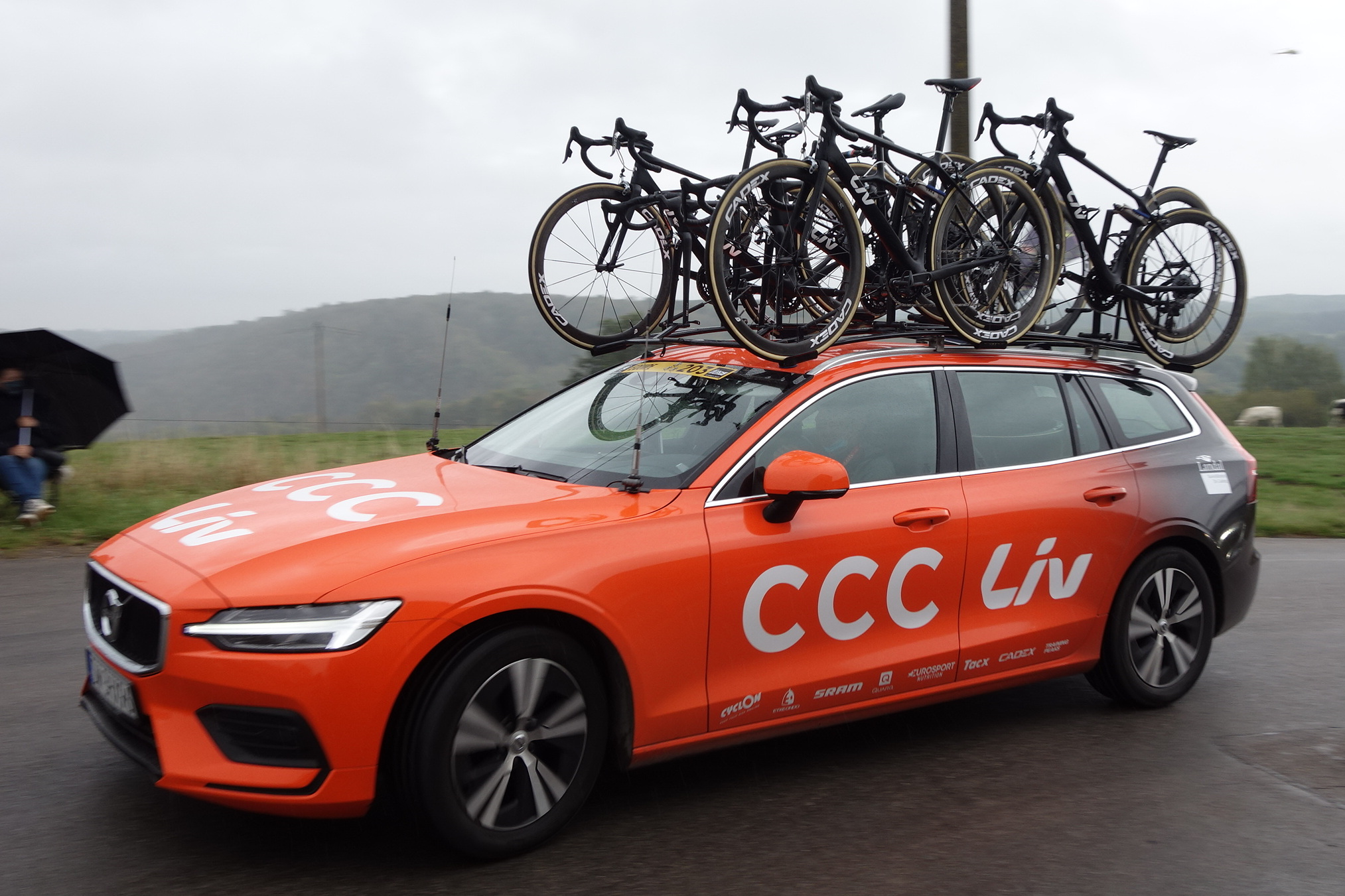
Ploegauto in de Waalse Pijl 2020.

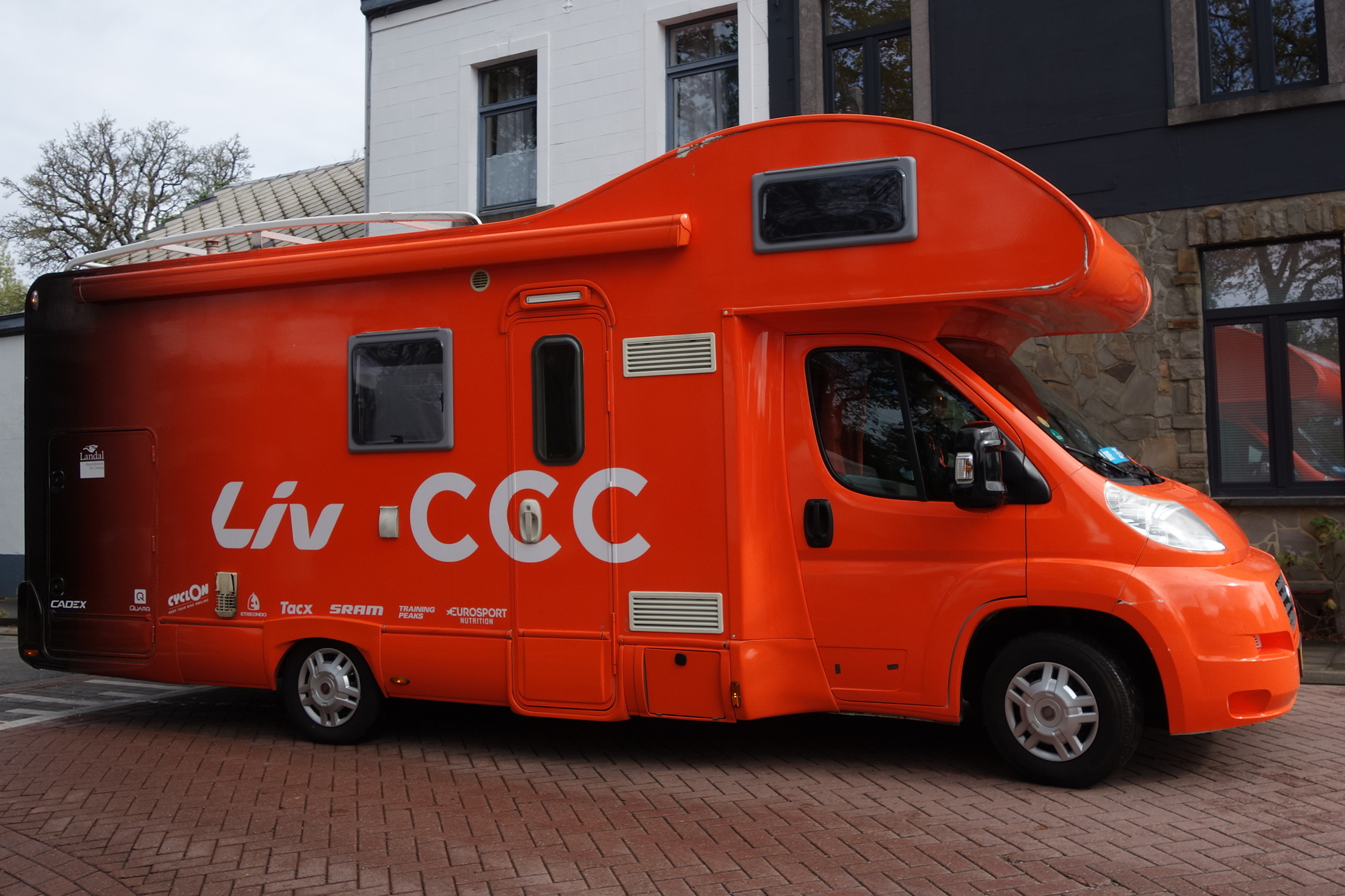
Camper in de Waalse Pijl 2020.

Algemeen manager: Eric van den Boom
Ploegleiders: Jeroen Blijlevens, Hugo Brenders
Fietsmerk: Liv

## Renners

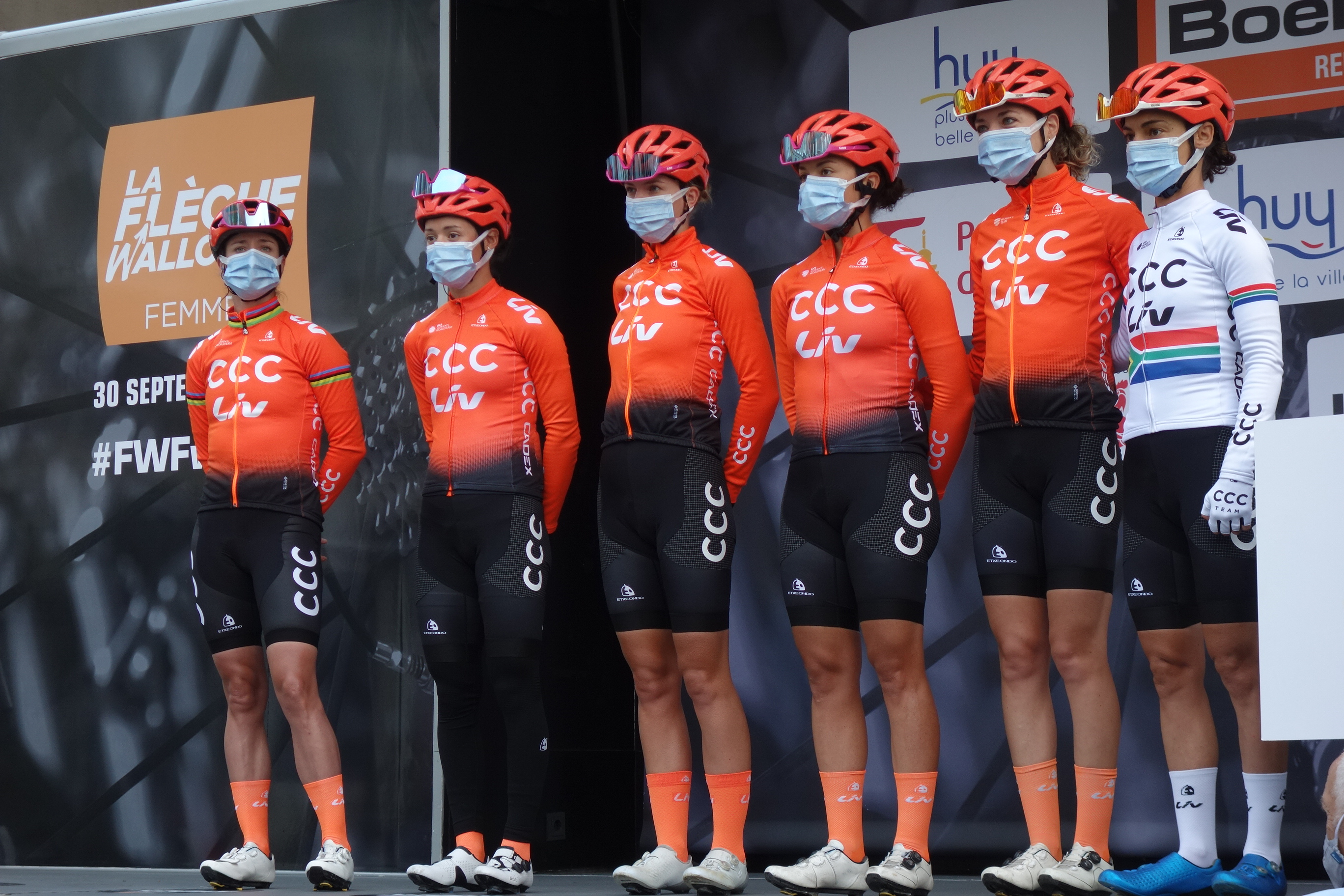
De ploeg in de Waalse Pijl 2020.

| Naam                   | Geboortedatum | Nationaliteit | Ploeg 2019    |
| ---------------------- | ------------- | ------------- | ------------- |
| Sofia Bertizzolo       | 21-08-1997    | Italië        | Team Virtu    |
| Valerie Demey          | 17-01-1994    | België        |               |
| Inge van der Heijden * | 12-08-1999    | Nederland     |               |
| Marta Jaskulska        | 25-03-2000    | Polen         | Neoprof       |
| Jeanne Korevaar        | 24-09-1996    | Nederland     |               |
| Evy Kuijpers           | 15-02-1995    | Nederland     |               |
| Marta Lach             | 26-05-1997    | Polen         |               |
| Riejanne Markus        | 01-09-1994    | Nederland     |               |
| Ashleigh Moolman-Pasio | 09-12-1985    | Zuid-Afrika   |               |
| Aurela Nerlo           | 11-02-1998    | Polen         | Neoprof       |
| Soraya Paladin         | 04-05-1993    | Italië        | Alé Cipollini |
| Pauliena Rooijakkers   | 12-05-1993    | Nederland     |               |
| Agnieszka Skalniak     | 22-04-1997    | Polen         |               |
| Sabrina Stultiens      | 08-07-1993    | Nederland     |               |
| Marianne Vos           | 13-05-1987    | Nederland     |               |

* tot en met 30 juni

### Fotogalerij

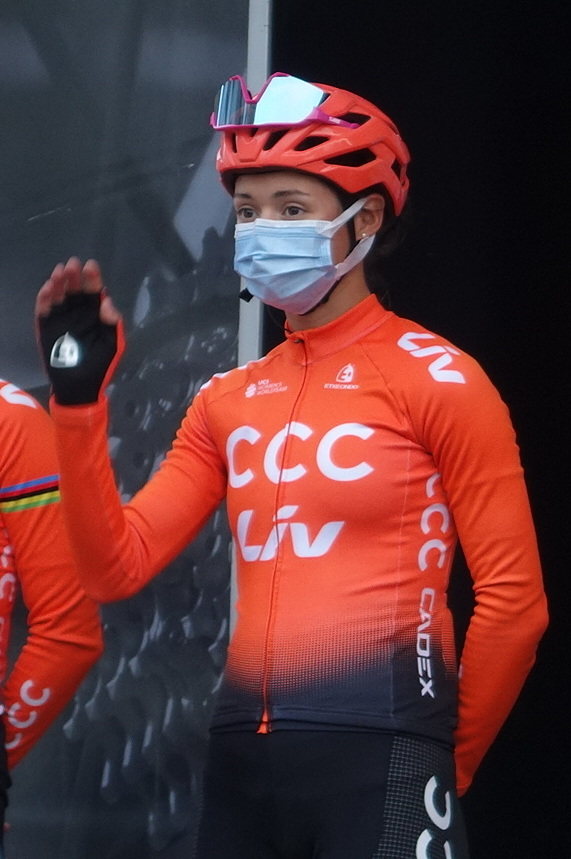
Sofia Bertizzolo
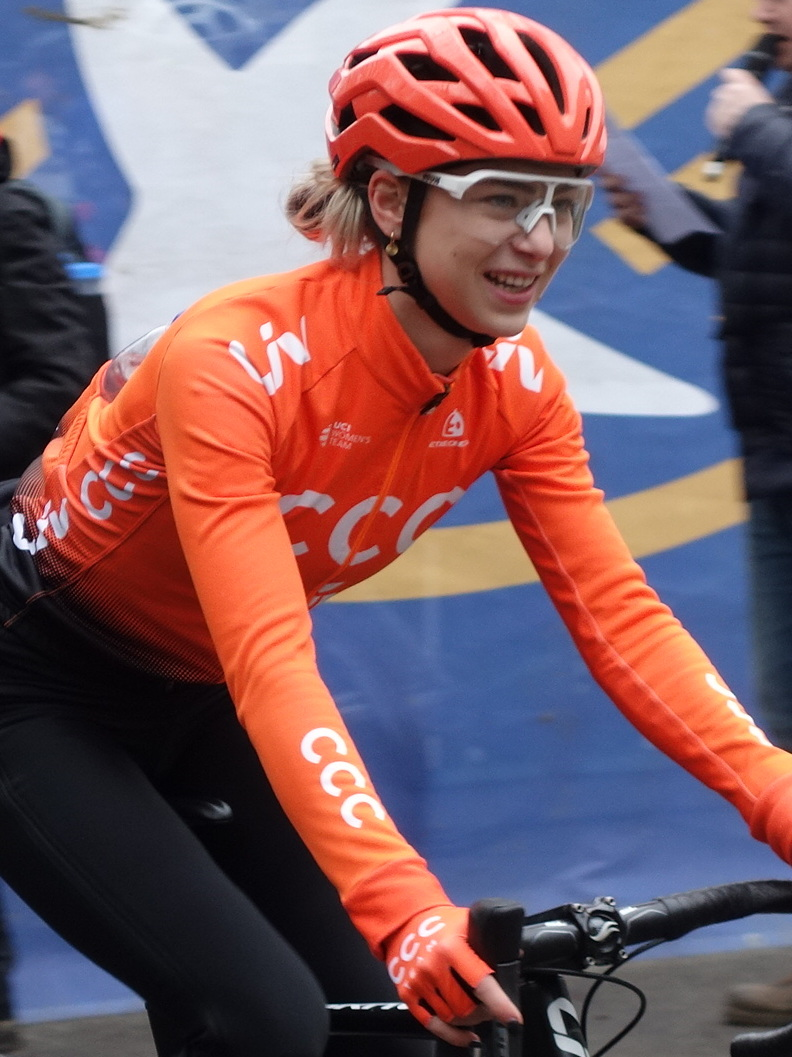
Inge van der Heijden
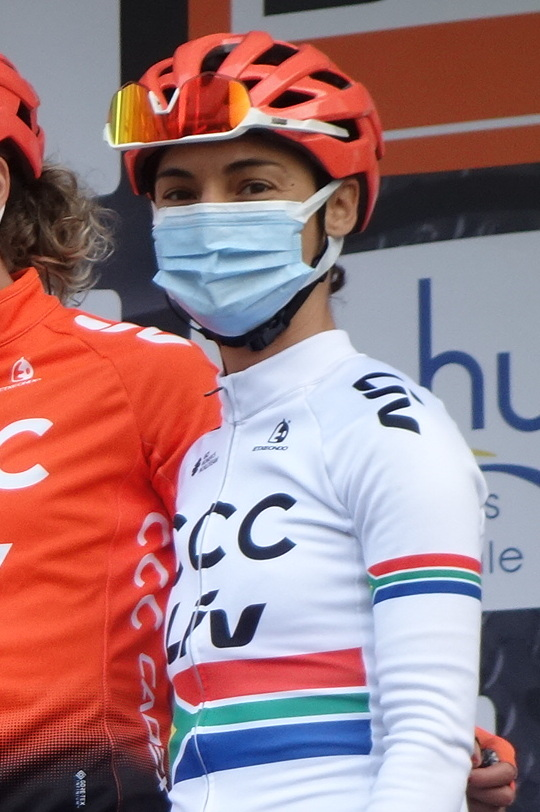
Ashleigh Moolman-Pasio
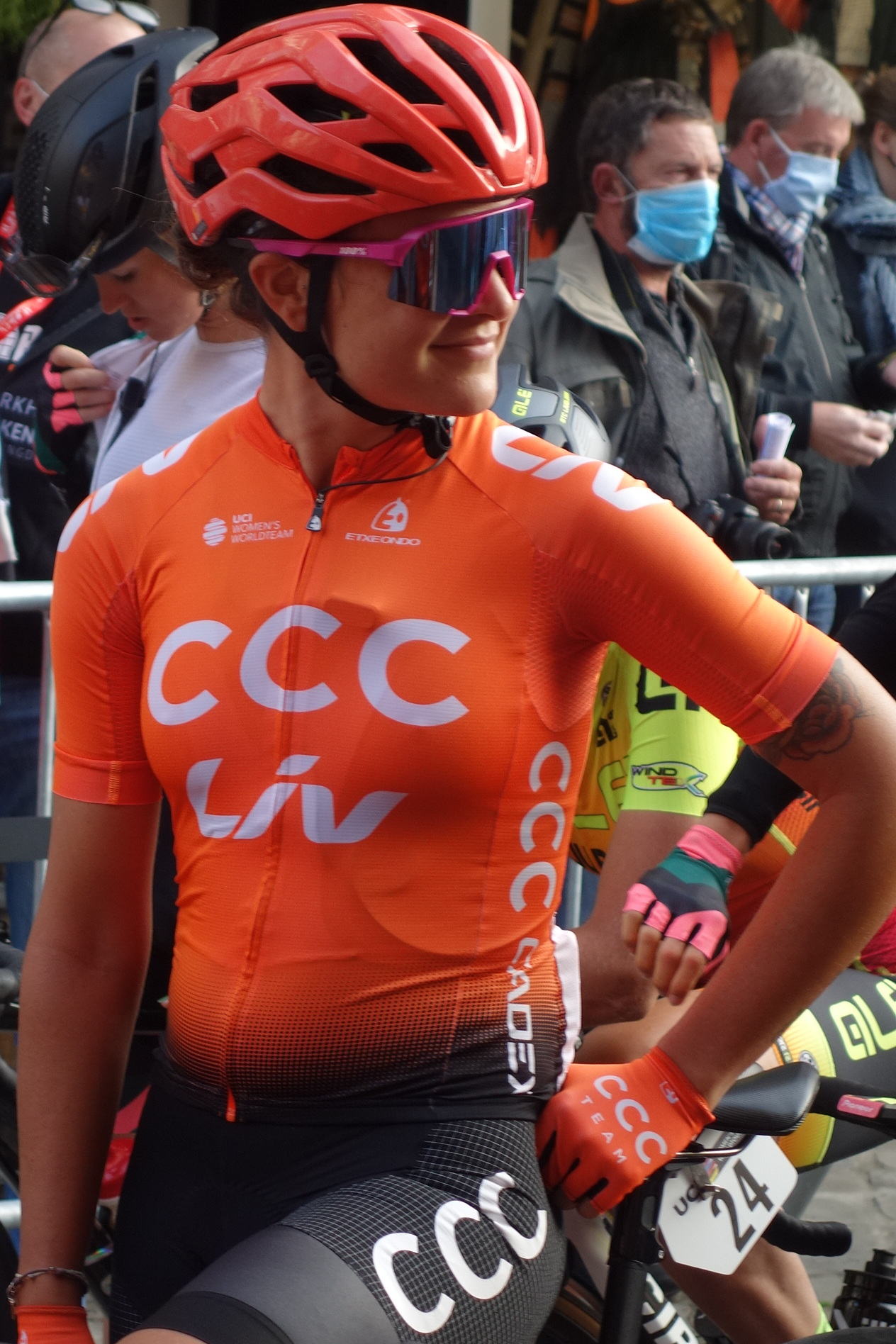
Soraya Paladin
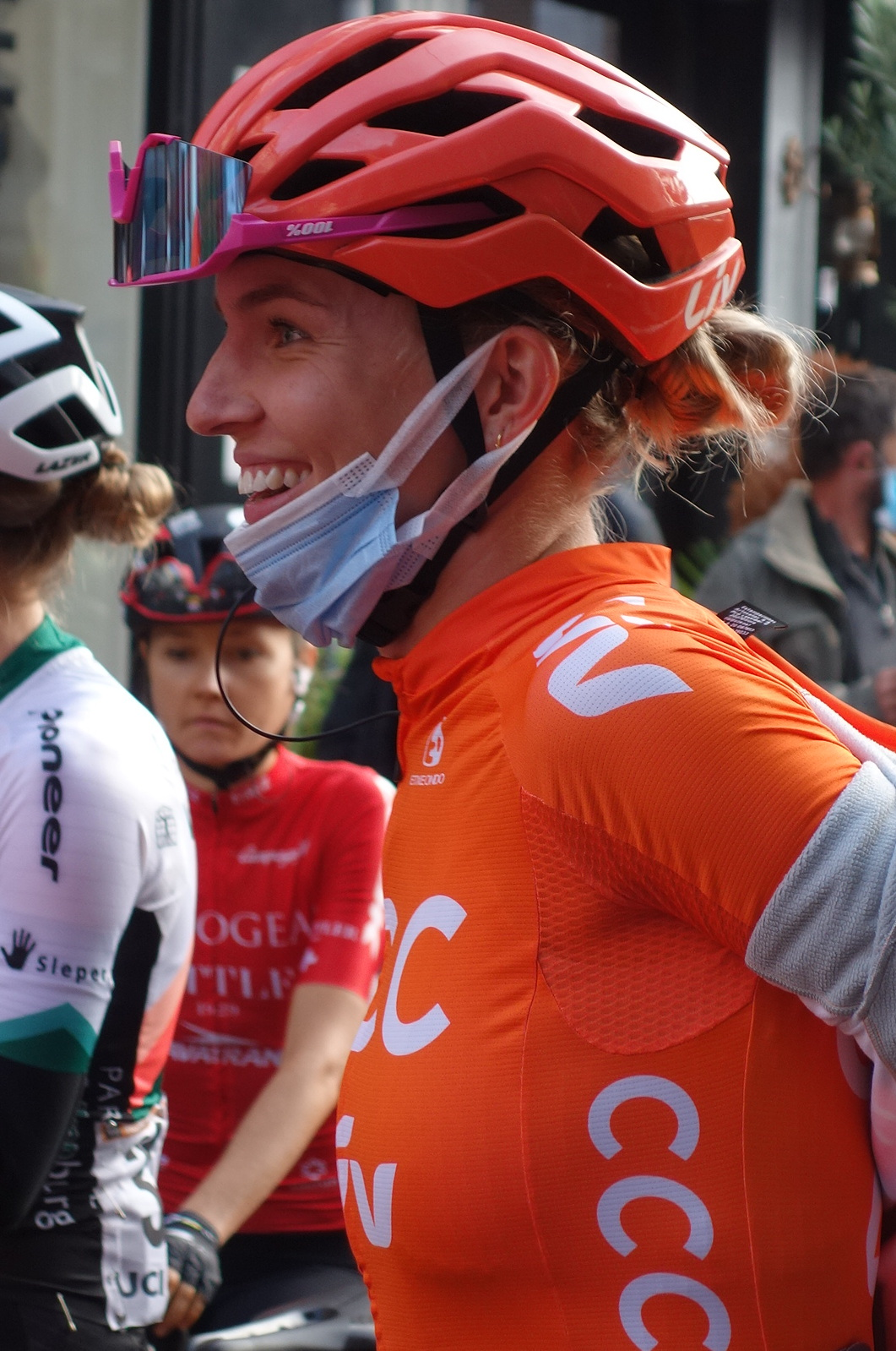
Pauliena Rooijakkers
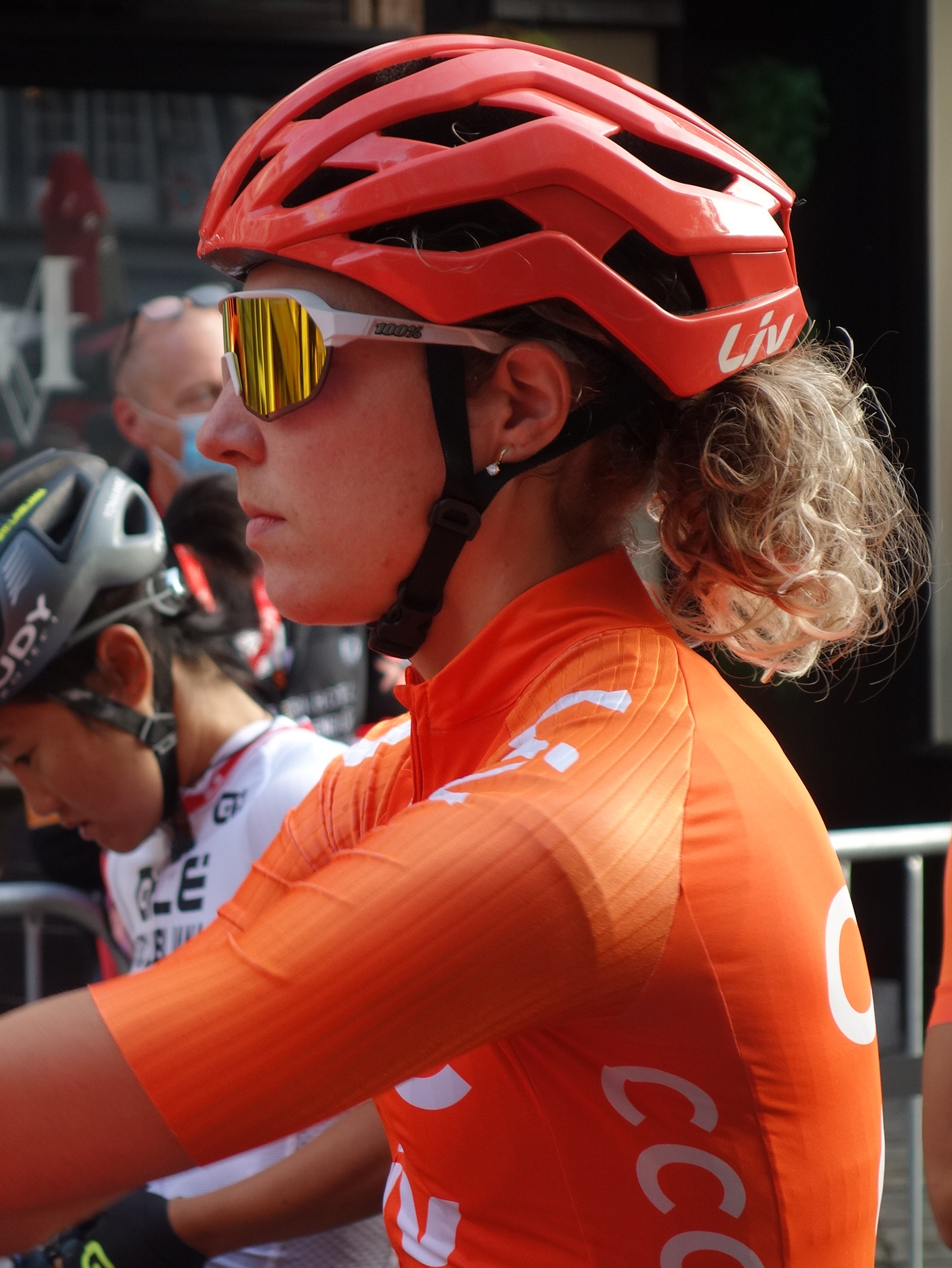
Sabrina Stultiens
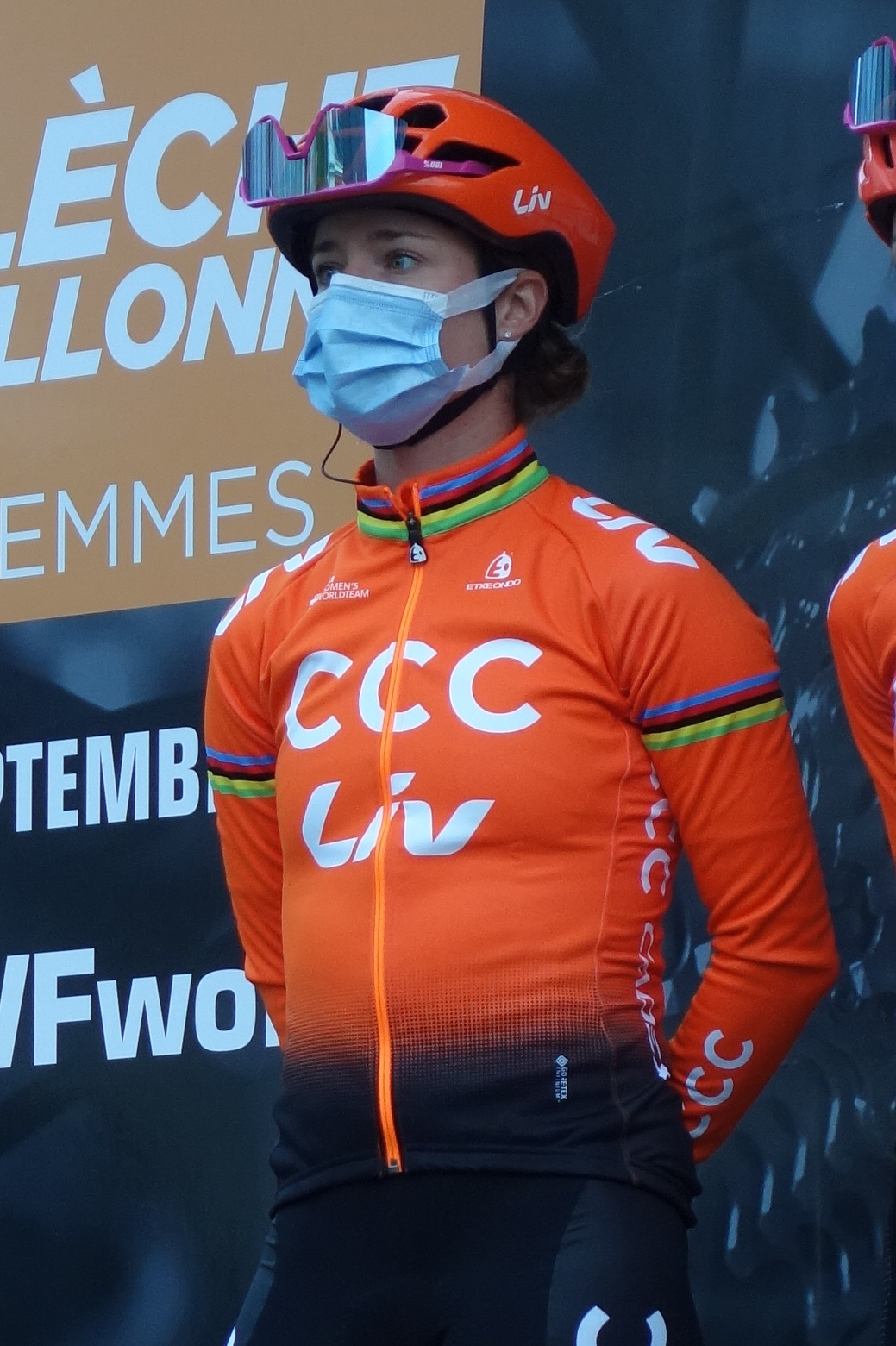
Marianne Vos

## Overwinningen
| Women's World Tour Giro Rosa 3e, 5e en 6e etappe, Marianne Vos Puntenklassement, Marianne Vos | Kampioenschappen Wereldkampioene Zwift E-sports, Ashleigh Moolman-Pasio Pools kampioen op de weg, Marta Lach Zuid-Afrikaans kampioen op de weg, Ashleigh Moolman-Pasio Zuid-Afrikaans kampioen tijdrijden, Ashleigh Moolman-Pasio |  |

2006 · 2007 · 2008 · 2009 · 2010 · 2011 · 2012 · 2013 · 2014 · 2015 · 2016 · 2017 · 2018 · 2019 · 2020 · 2021 · 2022 · 2023
Alé BTC Ljubljana · Canyon-SRAM ·  CCC-Liv · FDJ Nouvelle-Aquitaine Futuroscope · Mitchelton-Scott · Movistar Team · Team Sunweb · Trek-Segafredo